# Бад-Грунд
Бад-Грунд (нім. Bad Grund) — місто в Німеччині, розташоване в землі Нижня Саксонія. Входить до складу району Геттінген.
Площа — 41,18 км2. Населення становить 8094 ос. (станом на 31 грудня 2021).